# Liste de jeux Game Boy multijoueur
Ceci est une liste des jeux multijoueur de la console Game Boy qui nécessitent un Câble link pour deux joueurs, un Four Player Adapter pour 3 ou 4 joueurs, ou un Super Game Boy.

## Jeux 2 joueurs avec câble link

### Action & Plates-formes
- After Burst
- Asteroids
- Atomic Punk
- Balloon Kid
- Battle Bull
- Bionic Battler
- Bomberman Quest
- Boomer's Adventure in Asmik World
- Burai Fighter Deluxe
- BurgerTime Deluxe
- Cosmo Tank
- Cyraid
- Double Dragon
- Double Dragon II
- Double Dragon 3: The Arcade Game
- Dungeon Land
- Faceball 2000
- Fist of the North star
- Fortified Zone
- Gauntlet II
- Go! Go! Tank
- Heiankyo Alien
- Hyper Lode Runner
- Marble Madness
- Nail 'n' Scale
- Ninja Boy II
- Pac-Man
- Penguin Wars (King of The Zoo)
- Pop'n TwinBee
- Popeye
- Popeye 2
- Revenge of the 'Gator
- Serpent
- Sneaky Snakes
- Spy vs Spy
- Titus the Fox: To Marrakech and Back
- Tumble Pop
- Trax
- Zoids Densetsu (Zoids Legend)

### Jeux de plateau / cartes / société
- 4-in-1 Fun Pak
- 4-in-1 Funpak: Volume II
- High Stakes Gambling
- Ishido: The Way of Stones
- Magnetic Soccer
- Monopoly
- Panel Action Bingo
- Radar Mission
- Sea Battle
- Side Pocket
- Super Scrabble
- Super Momotaro Dentetsu
- Square Deal: The Game of Two Dimensional Poker
- Uno: Small World
- Uno: Small World 2

### Combat
- Battle Arena Toshinden
- Fighting Simulator: 2 in 1: Flying Warriors
- Fist of the North Star
- Killer Instinct
- Metal Masters
- Mortal Kombat
- Mortal Kombat II
- Raging Fighter
- Ring Rage
- Samurai Shodown
- Street Fighter II
- The King of Fighters '95
- The King of Fighters '96
- World Heroes 2 Jet
- YuYu Hakusho

### Puzzle
- Amazing Tater
- Blodia
- Boggle
- Boulder Dash
- BreakThru!
- Bust-A-Move Millennium
- Daruman Busters
- Dexterity
- Dr. Mario
- Flipull
- Hatris
- Kirby's Star Stacker
- Kwirk
- Loopz
- Mole Mania
- Palamedes
- Pipe Dream
- Puyo Puyo
- Puyo Puyo 2
- Puzznic
- Rampart
- QBillion
- Qix
- Quarth
- Snoopy's Magic Show
- Stargate
- Star Sweep
- Tetris
- Tetris DX
- Tetris 2
- Tetris Attack
- Tetris Plus
- Spud's Adventure
- Yoshi
- Yoshi's Cookie
- Wordtris
- Zoop

### Jeu de rôle
- Dragon Warrior Monsters
- Dragon Warrior Monsters 2: Cobi's Journey
- Dragon Warrior Monsters 2: Tara's Adventure
- Medarot: Parts Collection
- Medarot: Parts Collection 2
- Medarot 2: Parts Collection
- Medarot 2: Kabuto Version
- Medarot 2: Kuwagata Version
- Ō Dorobō Jing: Angel Version
- Ō Dorobō Jing: Devil Version
- Pocket Monsters: Blue Version
- Pokémon Gold and Silver
- Pokémon Red and Blue
- Pokémon Yellow
- Rolan's Curse
- Sanrio Time Net: Kako
- Sanrio Time Net: Mirai
- Ultima: Runes of Virtue
- Ultima: Runes of Virtue II

### Course
- Bill Elliott's NASCAR Fast Tracks
- Doraemon Kart
- F-1 Race
- F1 Pole Position
- Fastest Lap
- Jeep Jamboree: Off Road Adventure / Race Days
- Micro Machines
- Micro Machines 2: Turbo Tournament
- Motocross Maniacs
- Power Racer
- Super Chase H.Q.
- Super R.C. Pro-Am
- Wave Race
- World Circuit Series (F-1 Spirit)

### Sport
- Baseball
- Bases Loaded
- Battle Pingpong
- Blades of Steel
- Bo Jackson: Two Games In One
- Double Dribble: 5 on 5
- Extra Bases
- Football International
- Golf
- HAL Wrestling
- Heavyweight Championship Boxing
- Hit the Ice
- Hyperdunk
- In Your Face
- Jimmy Connors Tennis
- Ken Griffey Jr. Presents Major League Baseball
- Kunio Kun Nekketsu Daiundokai
- Malibu Beach Volleyball
- Nintendo World Cup
- NBA All-Star Challenge
- NBA All-Star Challenge 2
- NBA Live 96
- NFL Football
- Play Action Football
- Riddick Bowe Boxing
- Roger Clemens' MVP Baseball
- Soccer Mania
- Sports Collection
- Sports Illustrated: Championship Football & Baseball
- Tecmo Bowl
- Tennis
- Top Rank Tennis
- Track & Field
- Track Meet
- WCW: The Main Event
- WWF Superstars
- WWF Superstars 2
- WWF King of the Ring

### Stratégie
- Battleship
- Kingdom Crusade (The Legend of Prince Valiant)
- Nobunaga's Ambition
- Radar Mission
- The Hunt For Red October
- Medarot: Card Robottle Kabuto Version
- Medarot: Card Robottle Kuwagata Version
- Trade & Battle: Card Hero
- Yu-Gi-Oh! Duel Monsters

### Quiz
- Jeopardy!
- Jeopardy! Sports Edition
- Word Zap

## Jeux multi-joueurs avec l'adaptateur 4 joueurs
- America Oudan Ultra Quiz
- Chachamaru Panic
- F-1 Race
- F1 Pole Position
- Faceball 2000
- Janshiro
- Janshiro II
- Jantaku Boy
- Jinsei Game Densetsu
- Micro Machines
- Nakajima Satoru - F-1 Hero GB - World Championship '91
- Nekketsu Downtown Koushinkyoku: Dokodemo Daiundoukai
- Nekketsu Koukou Dodgeball Bu: Kyouteki! Toukyuu Senshi no Maki
- Super Momotarou Dentetsu
- Super R.C. Pro-Am
- Top Rank Tennis
- Trax
- Trump Boy II
- Uno: Small World
- Uno: Small World 2
- Wave Race
- Yoshi's Cookie

## Jeux multijoueurs avec leSuper Game Boy
- Battle Arena Toshinden
- Bomberman Collection (jusqu'à 4 joueurs)
- Bomberman GB (jusqu'à 4 joueurs)
- Captain Tsubasa J: Zenkoku Seiha e No Chousen
- Dragon Ball Z: Goku Hishouden
- Dragon Ball Z 2: Goku Gekitouden
- Hon Shogi
- Jinsei Game (jusqu'à 4 joueurs)
- Killer Instinct
- King Of Fighters '95
- King Of Fighters - Heat of The Battle
- Nekketsu! Beach Volley dayo Kunio-kun
- Nettou Garou Densetsu 2: Aratanaru Tatakai
- Nettou Real Bout Garou Densetsu Special
- Nettou Samurai Spirits: Zankurou Musouken
- Nintama Rantarou GB
- Nintama Rantarou GB: Eawase Challenge Puzzle
- Pocket Puyo Puyo 2
- Puyo Puyo
- Puzzle Nintama Rantarou GB
- Rock'n! Monster!!
- Samurai Shodown
- Nettou Samurai Spirits
- SD Hiryuu No Ken Gaiden
- SD Hiryuu No Ken Gaiden 2
- Street Fighter II
- Super Chinese Fighter GB
- Super Chinese Land 3
- Super Chinese Land 1.2.3'
- Wario Blast featuring Bomberman (jusqu'à 4 joueurs)
- World Heroes 2 Jet